# Gaëtan de Rochebouët

Generaal Gaëtan de Grimaudet de Rochebouët

Gaëtan de Grimaudet de Rochebouët (Angers 16 maart 1813 - Parijs 23 februari 1899), was een Frans militair en politicus.

## Biografie
Gaëtan de Grimaudet de Rochebouët, afkomstig uit de Franse adel, bezocht de École Polytechnique en nam na zijn studie in 1831 als officier dienst in het Franse leger. Hij nam deel aan de oorlogen die tijdens het Tweede Franse Keizerrijk werden gevoerd. Hij bereikte uiteindelijk de rang van divisiegeneraal en streed tijdens de Frans-Duitse Oorlog onder maarschalk Patrice de Mac-Mahon, de latere president van de Derde Franse Republiek.
Gaëtan de Rochebouët, een conservatief, werd op 23 november 1877 door president Mac-Mahon benoemd tot premier (Président du Conseil), ondanks het feit dat de republikeinen bij de parlementsverkiezingen van oktober 1877 een meerderheid hadden behaald in de Kamer van Afgevaardigden (Chambre des Députés). Rochebouët werd premier van een soort zakenkabinet en trad daarnaast op als minister van Defensie, maar hij kon niet rekenen op een mandaat van de Kamer, omdat zij de premier vooral zagen als een werktuig van de president. Vierentwintig uur na zijn ambtsaanvaarding trad Rochebouët reeds af als premier. President Mac-Mahon gaf daarop de leider der gematigde republikeinen, Jules Dufaure, de opdracht om een kabinet te vormen. Op 13 december 1877 werd Rochebouët als premier opgevolgd door Dufaure.
Gaëtan de Rochebouët overleed op 85-jarige leeftijd, op 23 februari 1899 in Parijs.